# SUILEN
SUILEN（睡蓮 スイレン）は、藤井麻輝（元SOFT BALLET）と芍薬による日本のElectronica、Industrial、Gothic系音楽のデュオ。活動開始は2004年。ライブにはサポートドラムとして平井直樹が参加。

## メンバー
- 芍薬（Shakuyaku）：vocals, electronics, compose, lyric
- 麻輝（Maki)：guitars, electronics, compose

## Discography

### zilch『SKYJIN』
- 2001年9月27日　CTCR-17071
- 9.SILHOETTES & CIGARETTES　で、参加。「SUILEN」の表記はなく、藤井と芍薬の名がクレジットされている。

### Spine(1.0)／Daylight(1.0E)
- iTunes限定シングル　2007年 9月26日
- Daylightは「昼間」の英詞バージョン。

### 音ヲ孕ム(ねをはらむ)
- 1st Album　2007年12月19日/NFCD-27062
- 参加ミュージシャン：ASAKI（AGE of PUNK、BUG）、菅波栄純（THE BACK HORN）、武内剛（REDRUM）、平井直樹（OAK）、松田知大（WRENCH、strobo）、yukihiro（L'Arc〜en〜Ciel、acid android）、大島ミチル

1. Lotus
2. 昼間
3. 鶏頭
4. 夕鶴会
5. 左手
6. Spine

### 葉桜の頃(POPVer.)／Daylight(2.5)
- iTunes限定シングル　2008年 5月14日

### ひたひた
- 2nd Album　2008年 6月18日/NFCD-27093

1. 序
2. 杳として
3. 春の國
4. 葉蔭行進曲
5. すきま
6. 葉桜の頃
7. 月ノシュク

### 六花ノ音（りっかのね）
- 3rd Album　2009年 3月11日/NFCD-27170
- アニメ『HELLSING』 OVA第七巻のエンディングテーマに「浸透して」が使用されている

1. 浸透して
2. 腐葉土
3. 月に泣く
4. song_6
5. 根ノ音ニタユタへ
6. カナシミ

### THE DAWN
- 4th Album 2009年12月23日/NFCD-27240
- 2009年5月に行われた赤坂BLITZ ワンマンライヴ「flow in her veins 2.5D」のDVDと同時発売
- 「浸透して（Hellsing ver.）」と、OVA『HELLSING』第六巻の書き下ろし未発表曲だった「Magnolia」を収録。
- 参加ミュージシャン：ホッピー神山、大島ミチル、LEVIN（La'cryma Christi）、yukihiro、平井直樹

1. 柘榴
2. 白露
3. Magnolia
4. それはもはや沈黙として
5. 浸透して　ver．2.0

### 月白 - flow in her veins 2.5D at 赤坂BLITZ
- DVD 2009年12月23日/NFBD-27243

- 2009年5月に行われた赤坂BLITZ ワンマンライヴを収録したライブDVD
- 「THE DAWN」と同時発売

1. 昼間
2. 杳として
3. 鶏頭
4. 月ノシュク
5. 左手
6. 夕鶴会
7. 春の國
8. 葉蔭行進曲
9. 根ノ音ニタユタヘ
10. 浸透して
11. すきま
12. 腐葉土
13. spine
14. lotus

## Live
- 2004. 9. 2 イベント【首都崩壊GIG vol.7】（横浜7TH AVENUE）
- 2004.11.19 イベント【首都崩壊GIG vol.8】（横浜7TH AVENUE）
- 2005. 1.16 【Flow in her veins】（表参道FAB）
- 2005. 5.21 【duck and drake】（表参道FAB）
- 2007. 3.31 【Keimling】（表参道FAB）
- 2007.10.15 イベント【Raupenhauser#0】（渋谷O-EAST）
- 2007.12.18 トーク&ライブイベント【Sound & Recording Magazine ワークショップ】（Apple Store,GINZA）
- 2008. 5.12 【flow in her veins】（代官山UNIT）
- 2008.11. 3 イベント【音楽と人　MUSIC ＆ PEOPLE】（横浜BLITZ）
- 2009. 5. 9 【flow in her veins 2.5D】（赤坂BLITZ）
- 2010. 1.17 HEAVEN'S ROCK さいたま新都心 VJ-3
- 2010. 1.23 大阪FANJtwice
- 2010. 2. 4 Shibuya O-WEST